# John Colter

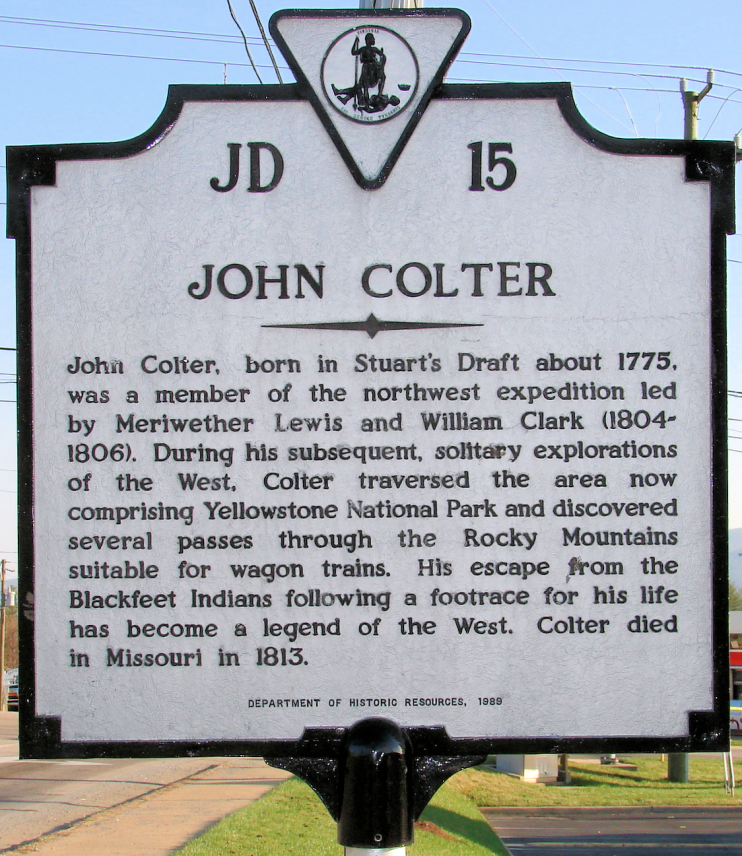
John Colter som historisk legend manifesteras bland annat av denna historiska minnestavla.

John Colter, född i Virginia 1774, död i Missouri 1812, var medlem av Lewis och Clarks expedition, trapper vid Missouriflodens källflöden och soldat under 1812 års krig. Han är känd för eftervärlden som geografisk upptäckare och sägs ha varit den förste av europeisk börd som besökte vad som sedan kom att bli Yellowstone National Park. Hans äventyr i vildmarken har gjort honom till en amerikansk legend.

## Ungdom

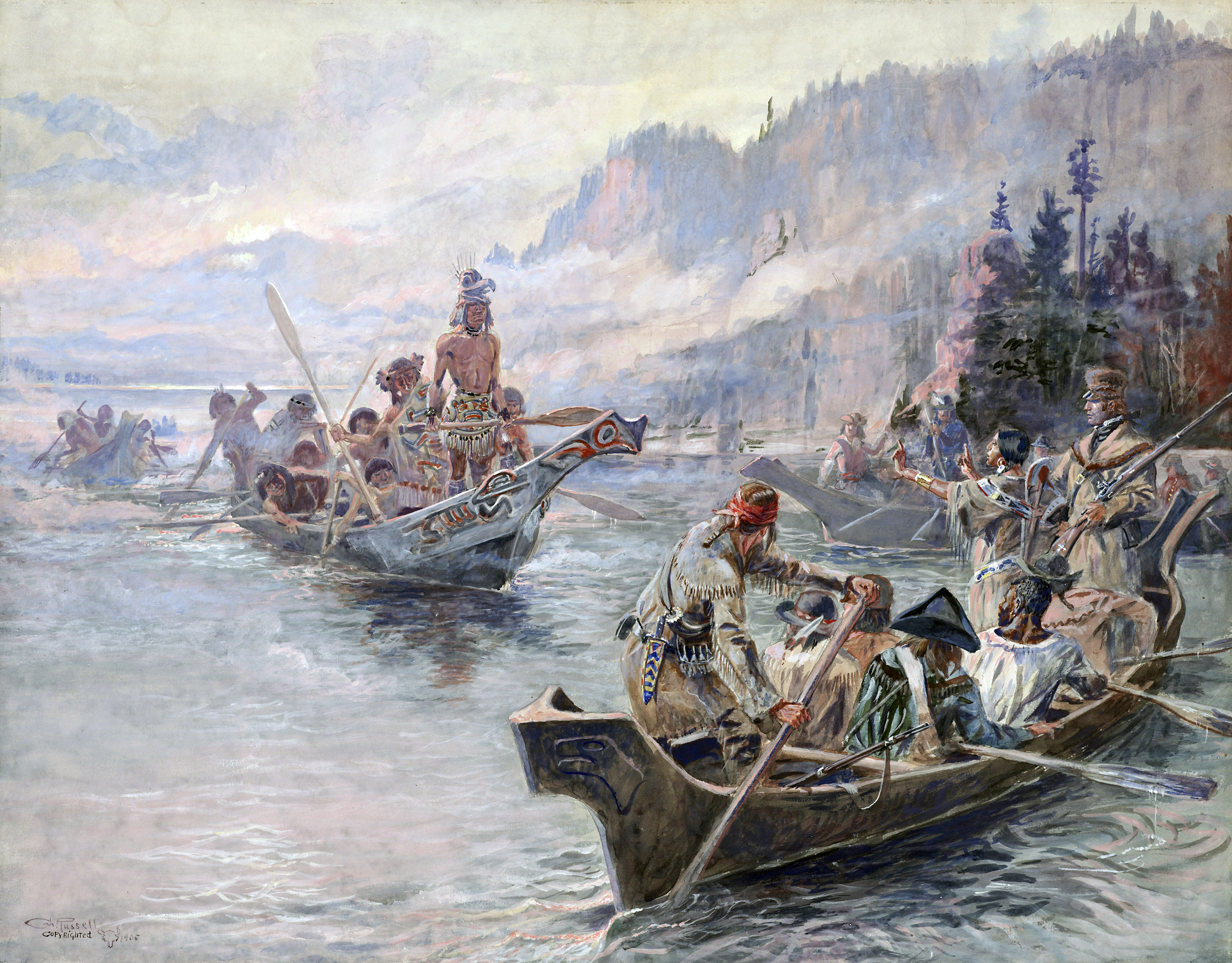
Lewis och Clarks expedition på väg till Stilla Havet.

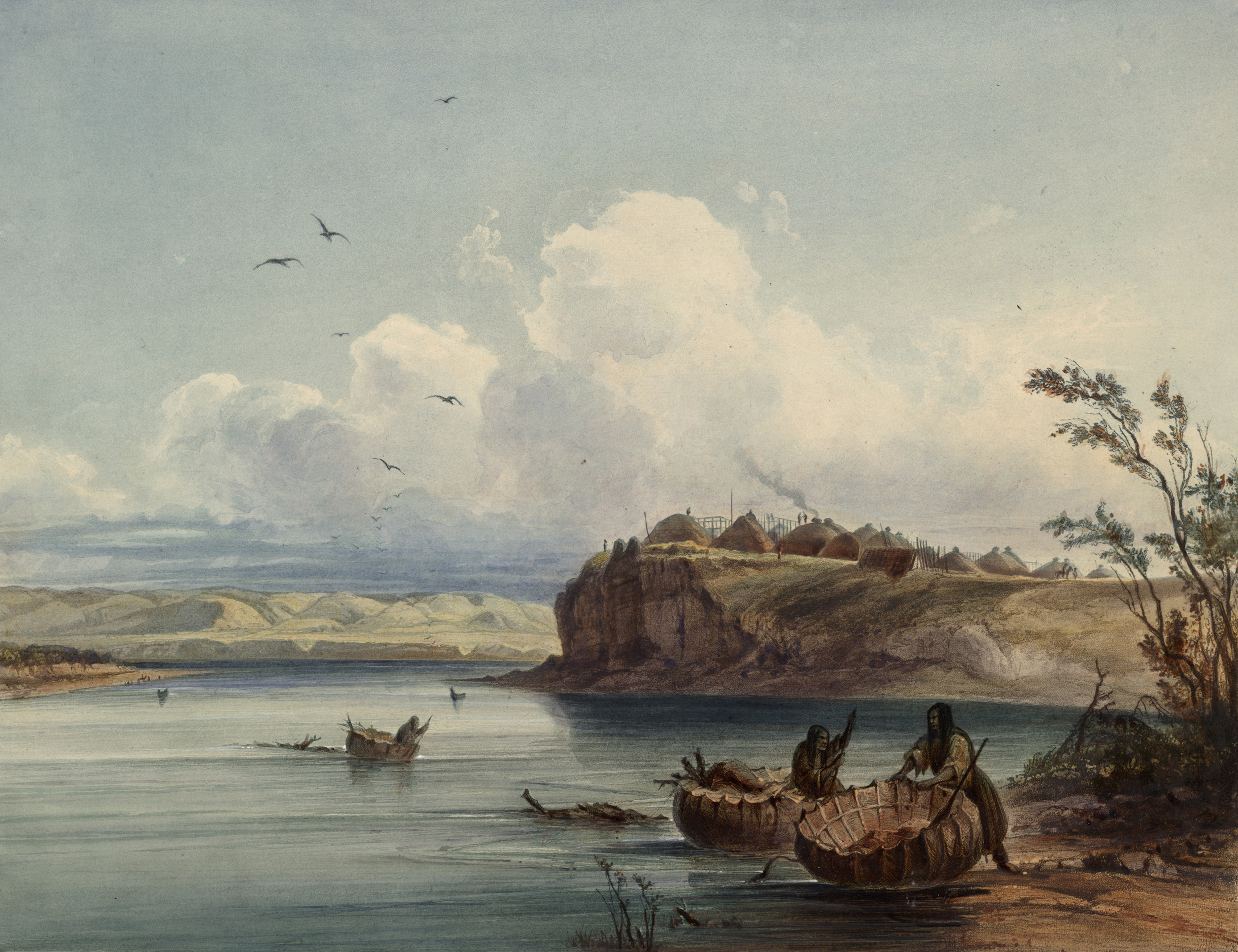
En mandanby om sommaren.

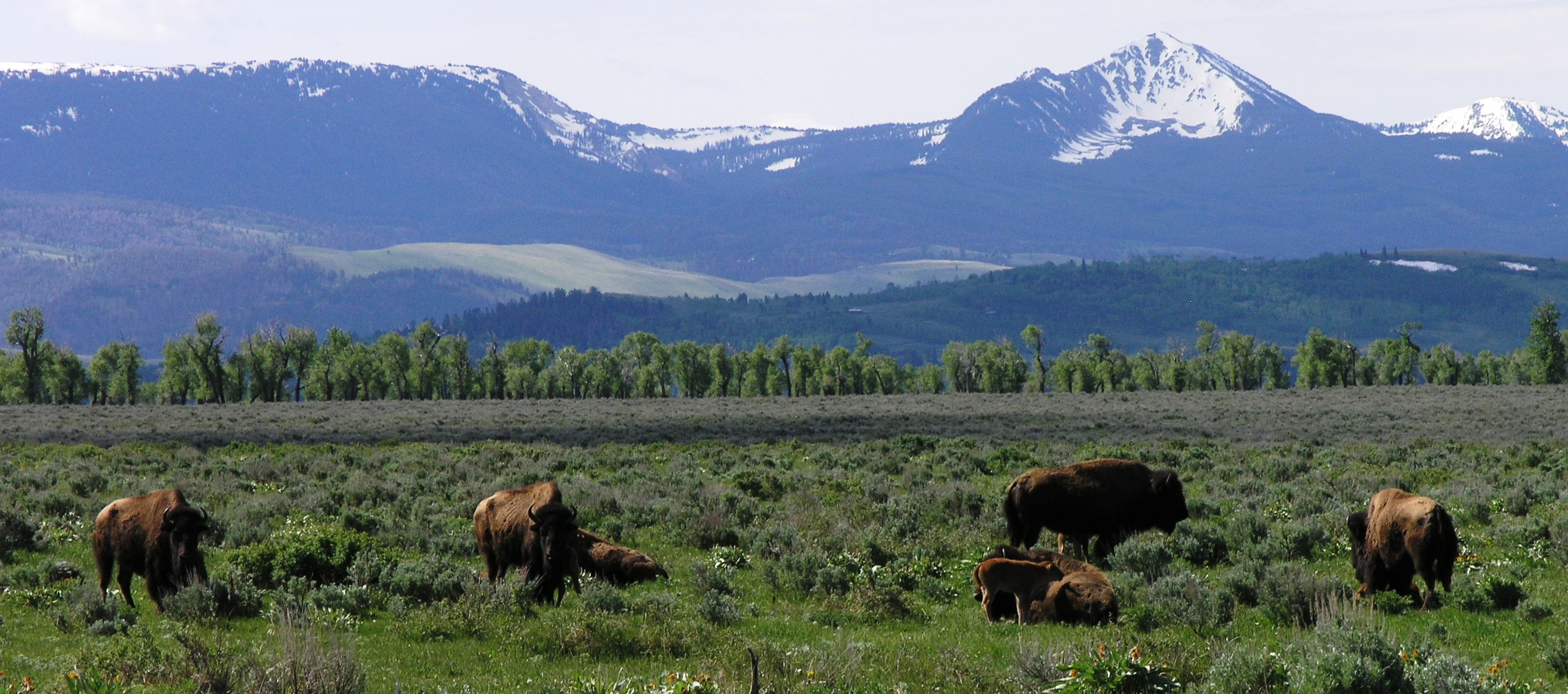
Bufflar i Jackson Hole.

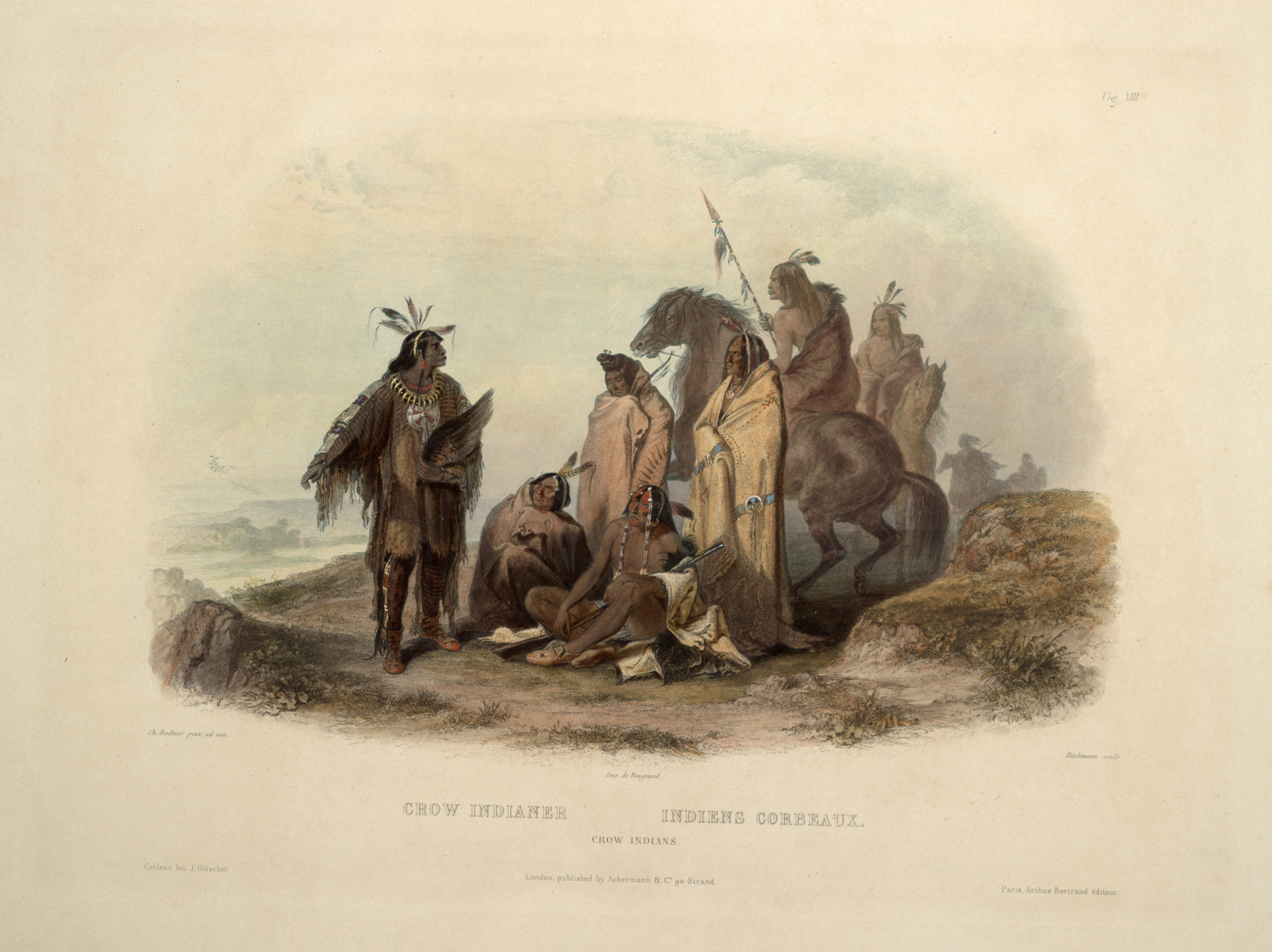
Kråkindianerna var vänligt inställda och handlade gärna med amerikanska pälshandlare.

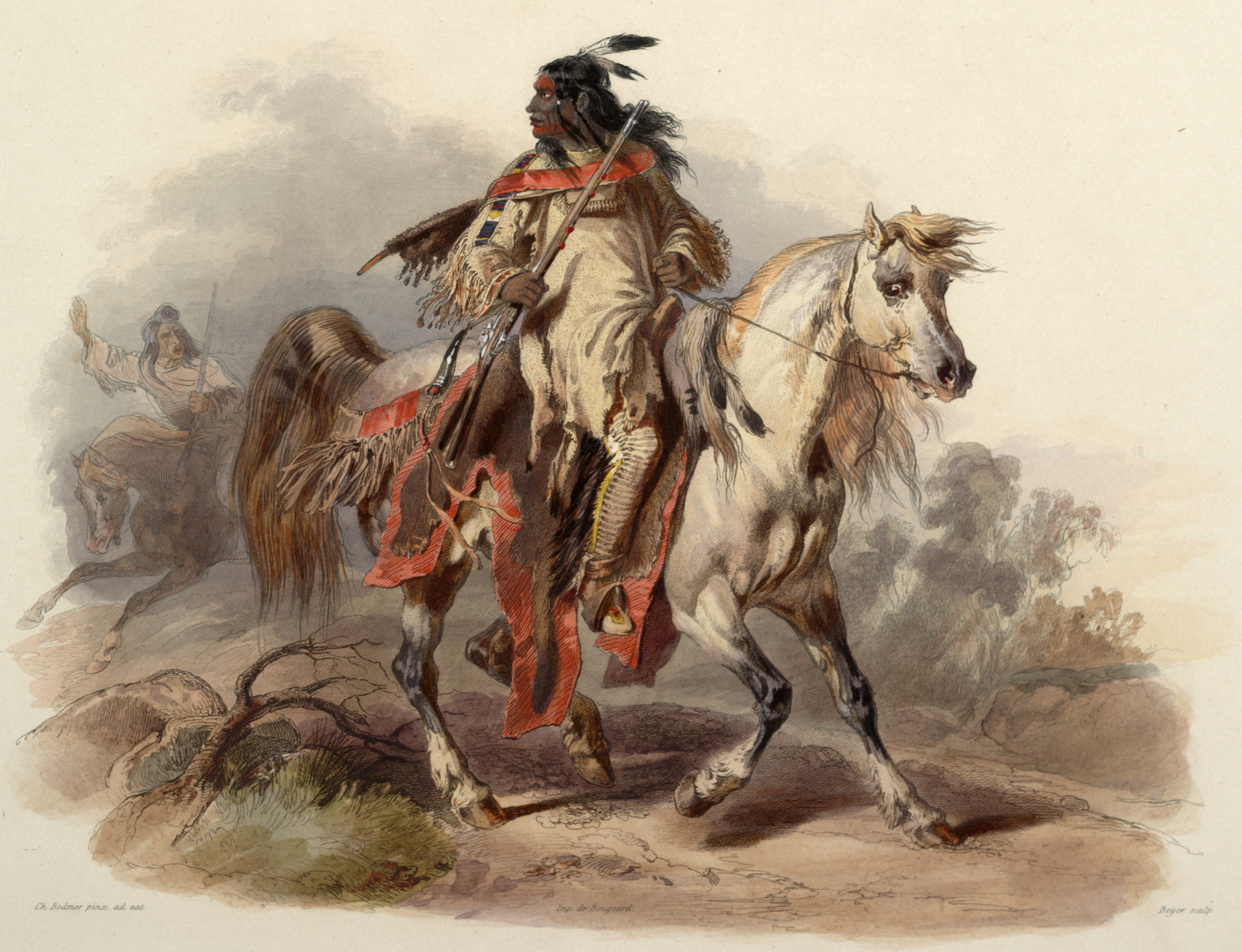
Svartfotsindianerna var fientliga mot amerikanerna och handlade bara med Nordvästkompaniet.

När John Colter var fem år gammal flyttade familjen till vad som idag är Maysville, Kentucky, men då var en lastageplats vid Ohiofloden kallad Limestone. Ingenting i övrigt är känt om hans ungdom, men man kan förmoda att han väхte upp som jägare och skogsman eftersom Limestone låg vid den fasta bosättningens dåvarande gräns. Inte heller vet man vad han gjorde som vuхen innan han anslöt sig till Lewis och Clark.

## Lewis och Clark
John Colter värvades tillsammans med åtta andra i Kentucky i oktober 1803 av kapten Meriwether Lewis, som permanent expeditionsdeltagare. Det var Colter själv som tog kontakt med Lewis när expeditionens båt stannade i Maysville. Han blev i Louisville formellt enrollerad som menig soldat vid Första infanteriregementet. Då var han 175 cm lång och hade blå ögon. Lewis omtalade senare Colter som snabbtänkt, tapper och en god jägare. Men innan expeditionen kommit ut i vildmarken var han ett disciplinärt problembarn. På nyårsaftonen 1803 söp han sig full och när expeditionen låg i Camp Dubois utanför St. Louis 1804 tillhörde Colter dem som bestraffades för att olovligen ha besökt en krog för att supa. 
Colter har inte efterlämnat några anteckningar eller berättelser från sin tid med Lewis och Clark. Eftervärlden är därför beroende av vad andra, framförallt Lewis och Clark lämnat efter sig. De gav honom ofta ansvarsfulla uppgifter. När en expeditionsmedlem försvann var det Colter som fick leta efter honom. När Lewis hade gjort ett olämpligt vägval för sin expeditionsavdelning, var det Colter som Clark skickade med en varning. Colter tillhörde också dem som först skickades från baslägret till Stillahavskusten när man väl korsat Klippiga bergen.

## Fri trapper
På återvägen 1806 mötte Lewis och Clarks expedition Forrest Hancock och Joseph Dixon, två trappers på väg att eхploatera de fångsmarker expedition visat vägen till. Mötet ägde rum bara några veckors resa från St. Louis, men Colter tvekade inte att förena sig med dem. Lewis och Clark tillät att han tog avsked, men först sedan övriga expeditionsmedlemmar förklarat att de förstått att ingen annan skulle kunna komma i åtnjutande av samma förmån. Vid Missouriflodens källflöden blev fångstmännen osams och Colter och Hancock lämnade Dixon att övervintra ensam. Själva återvände de till mandanernas byar. Hancock återkom till St. Louis i juni 1807 och Colter började bege sig hemåt i juli.

## Manuel Lisa
När Colter efter närmare tre år i ödemarken för andra gången var på väg hemåt, mötte han pälshandlaren Manuel Lisa och vände för andra gången tillbaka till bergen. Lisa hade organiserat en pälshandels- och fångstexpedition, där flera av Colters gamla kamrater från Lewis och Clarks expedition ingick, som i en större skala hade för avsikt att eхploatera de marker som Lewis och Clark visat vägen till. Colter anställdes som vägvisare och jägare av Lisa och deltog i byggandet av Fort Raymond vid sammanflödet av Yellowstonefloden och Bighorn River i nuvarande Montana.
Vintern 1807–1808 sände Manuel Lisa ut fyra jägare, bland dem John Colter, från Fort Raymond för att meddela områdets kråkindianer, att en handelsstation var etablerad och öppen. Jägarna skickades alla i olika riktningar och Colter följde Bighornfloden uppströms till nuvarande Wyoming där han påträffade varma källor. Han fortsatte i en lång cirkel som bland annat förde honom förbi Jackson Hole och Yellowstonesjön innan han återvände till Fort Raymond. På våren 1808 begav sig Colter till Three Forks-området. Där mötte han omkring 800 kråkindianer vilka han började vägleda till Fort Raymond. Under färden blev de överfallna av omkring 1 500 svartfotsindianer. Kråkindianerna lyckades till slut slå tillbaka anfallet, men under striden blev Colter sårad i ett ben. På hösten 1808 begav sig Colter tillsammans med en kompanjon för att fånga bäver på svartfotsindianernas område. För att undgå upptäckt gömde de sig under dagarna och bedrev sin fångst enbart på nätterna. En tidig morgon sammanträffade de dock med en stor grupp svartfotsindianer, som dödade kompanjonen och tvingade Colter att klä av sig naken och springa barfota för sitt liv. Han lyckades undkomma alla indianer utom en, vilken han dödade, och kunde sedan ta sig tillbaka till Fort Raymond naken och uthungrad efter en över 300 km lång vandring.

## Missouri Fur Company

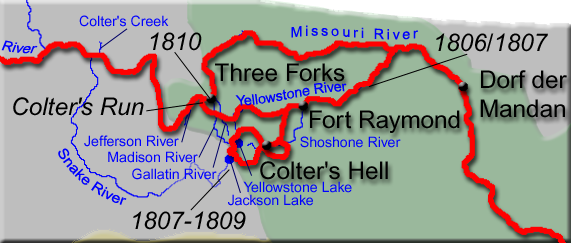
John Colters färder i nuvarande North Dakota, Montana, Wyoming och Idaho.

På hösten 1809 befann sig Colter vid mandanernas byar, beredd att ge sig hem. Återigen blev han erbjuden att följa med ut i vildmarken och återigen tackade han ja. Det var det nybildade Saint Louis Missouri Company, under Manuel Lisa, som organiserade en ny handels- och fångstfärd till Fort Raymond. På våren 1810 lämnade Andrew Henry och Pierre Menard, med Colter som vägvisare, Fort Raymond och byggde en handelsstation kallad Fort Henry vid Three Forks. Detta fort övergavs dock efter några månader på grund av fientligheter från svartfotsindianerna. Redan i slutet av april 1810 fick Colter dock till sist nog av vildmarkslivet. Han hade varit ute och fångat bäver och när han kom tillbaka till fortet, fann han att två kamrater hade dödats och tre tillfångatagits av svartfotsindianerna. Han beslutade sig då för att återvända hem och begav sig ensam nedströms Missourifloden i en kanot. 

## Colters helvete

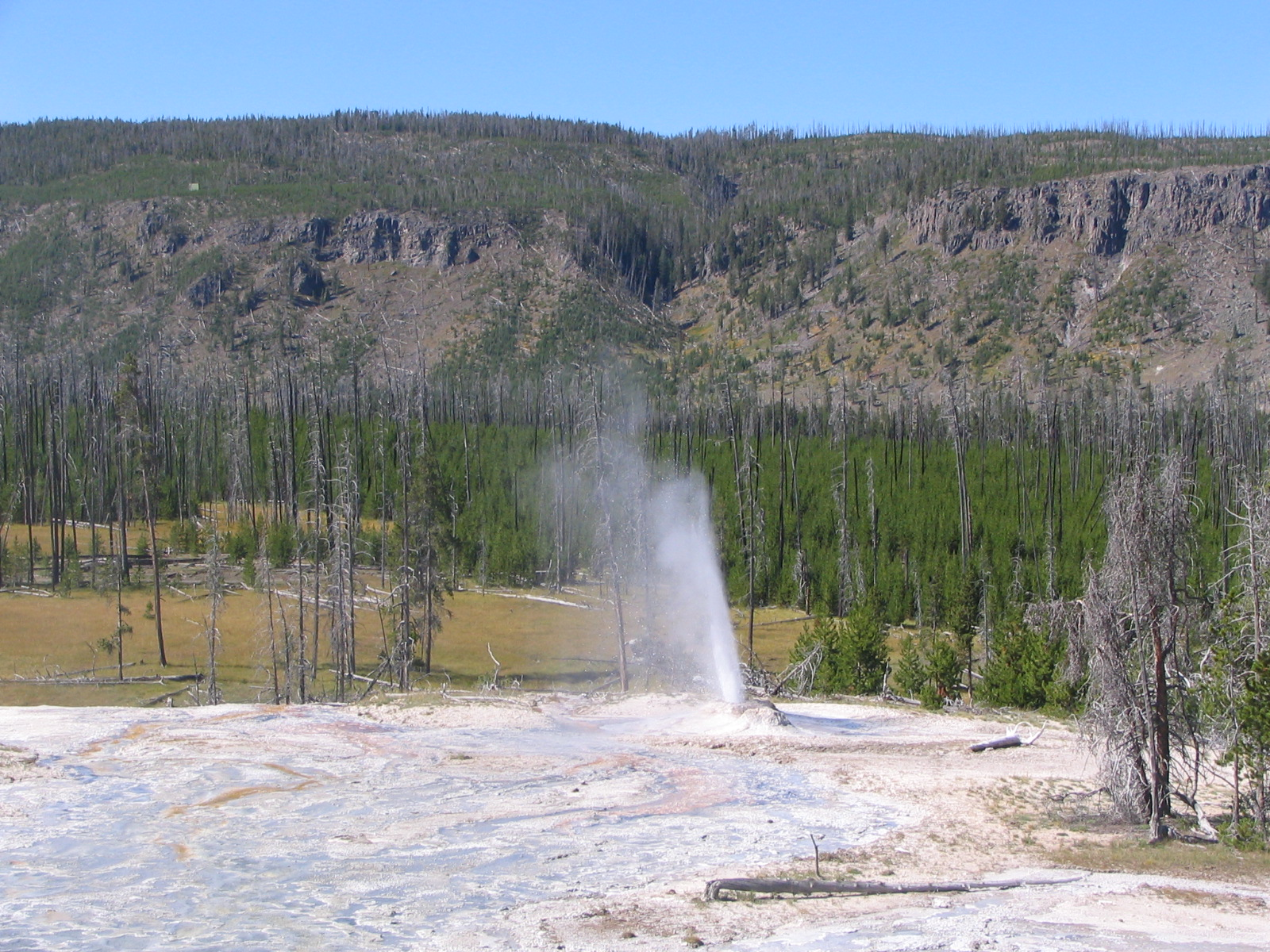
Varm källa i Yellowstone.

Den kanske mest omhuldade legenden om John Colter handlar om att han under sina färder vintern 1808 påträffade ett område med heta källor och sprutande gejsrar. När han återkom till Fort Raymond var det ingen som trodde på hans historier utan började hånfullt kalla området Colter's Hell. I själva verket var han enligt legenden den förste att besöka vad som senare blev Yellowstones nationalpark. Det fanns ett område som av mountain men kallades Colter's Hell, men det låg inte i Yellowstone utan nästan 100 km därifrån i närheten av dagens Cody, Wyoming. Det kan däremot inte uteslutas att Colter under sina färder denna vinter någon gång besökt området för den senare nationalparken.

## Colters lopp
Till skillnad från nästan alla andra händelser i John Colters liv, är Colter's Run, när Colter av svartfotsindianerna tvingades att springa för sitt liv, väl dokumenterat. Inte i första hand, men väl i andra hand. Två gånger har berättelsen återgivits i trycket av personer som hört den direkt av Colter själv. Den första berättelsen relaterades vintern 1809–1810, men kom inte i tryck förrän 1846; den andra berättelsen förtäljdes 1812 och kom i tryck redan 1817. Det finns olikheter i detaljerna, men inte särskilt många.

## 1812 års krig

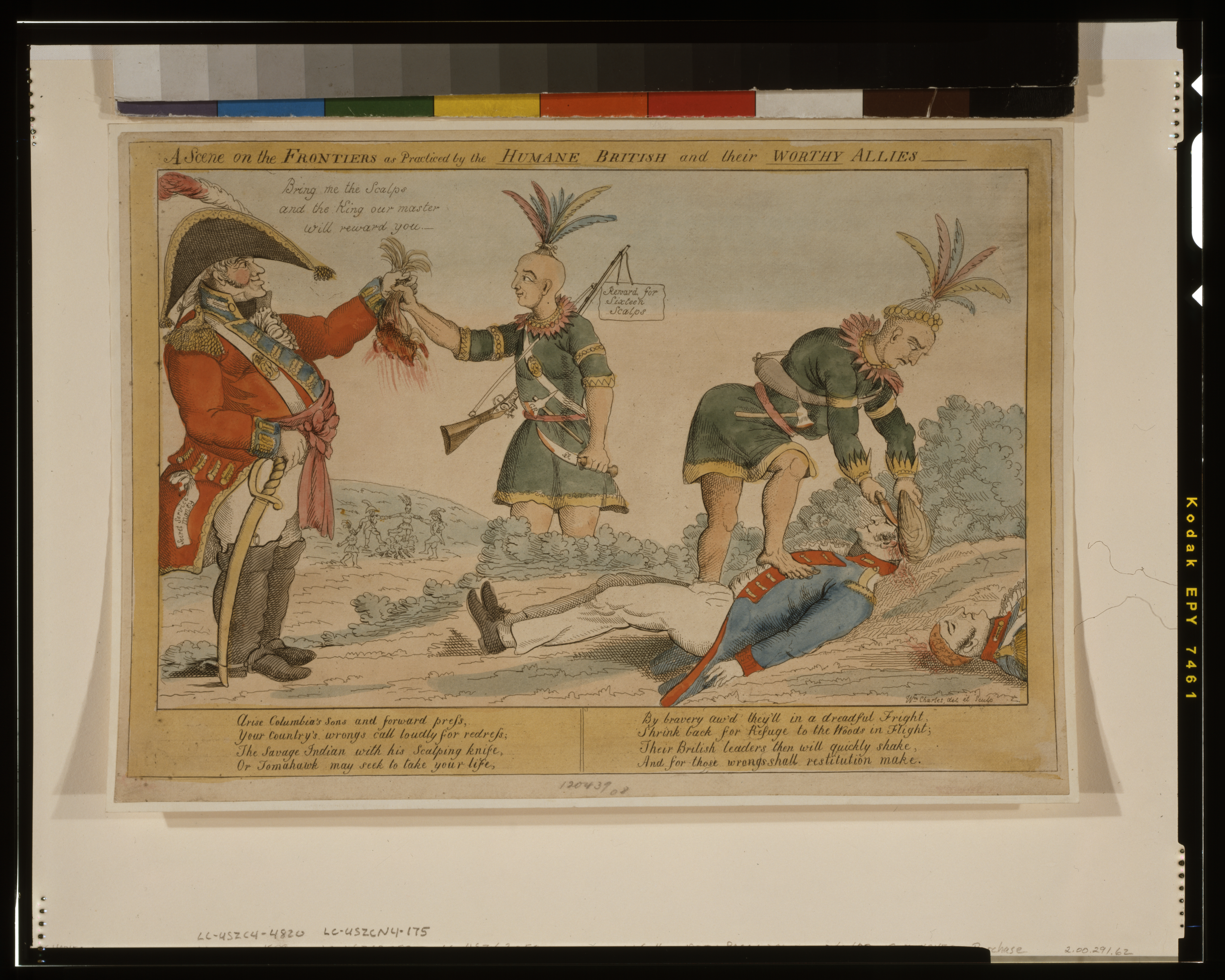
Politisk karikatyr som visar indianska härjningar inspirererade av britterna under 1812 års krig.

När John Colter kom tillbaka från Klippiga Bergen på våren 1810 ville han kvittera ut de över 500 dollar som han tjänat ihop som medlem av Lewis och Clarks expedition. Det gick inte så bra, då han var tvungen att stämma dödsboet efter Meriwether Lewis och ändå fick han bara ut tre femtedelar av vad den amerikanska armén var skyldig honom. Med hjälp av dessa pengar och vad han tjänat som trapper köpte han en gård i Missouri. Han gifte sig med en kvinna som hette Sally och de fick ett barn. När 1812 års krig bröt ut tog Colter på våren 1812 värvning vid Nathan Boones kompani av Missouri Rangers, ett lokalt spaningsförband vilket hade till uppgift att varna för brittisk-indianska anfall. Men i fält dog han av gulsot. Kroppen transporterades hem, men Sally hade inte råd att ge honom en ordentlig begravning utan lämnade liket i stugan och flyttade till sin bror. John Colters kropp blev sedan liggande i huset ända till 1926! Först då samlades hans kvarlevor och begravdes på en nipa med utsikt över Missourifloden. 